# Had to Cry Today
| Críticas profissionais                                                      | Críticas profissionais |
| Avaliações da crítica                                                       | Avaliações da crítica  |
| Fonte                                                                       | Avaliação              |
| --------------------------------------------------------------------------- | ---------------------- |
| AllMusic                                                                    | [ 1 ]                  |
| Esta tabela precisa de ser acompanhada por texto em prosa. Consulte o guia. |                        |

Had to Cry Today é o quarto álbum de estúdio do guitarrista de blues-rock americana Joe Bonamassa. O álbum foi lançado no dia 24 de agosto de 2004 pela gravadora J&R Adventures.

## Faixas
| N.º | Título                         | Duração |  |
| 1.  | "Never Make You Move Too Soon" |         |  |
| 2.  | "Travellin' South"             |         |  |
| 3.  | "Junction 61"                  |         |  |
| 4.  | "Reconsider Baby"              |         |  |
| 5.  | "Around The Bend"              |         |  |
| 6.  | "Revenge Of The 10 Gallon Hat" |         |  |
| 7.  | "When She Dances"              |         |  |
| 8.  | "Had To Cry Today"             |         |  |
| 9.  | "The River"                    |         |  |
| 10. | "When The Sun Goes Down"       |         |  |
| 11. | "Faux Mantini"                 |         |  |

## Paradas Musicais
| Parada Musical (2004)         | Posição | Ref.  |
| ----------------------------- | ------- | ----- |
| US Billboard Top Blues Albums | #5      | [ 2 ] |